# بلویز
بلویز (به اسپانیایی: Bellvís) یک منطقهٔ مسکونی در اسپانیا است که در پلا د اورگل واقع شده‌است. بلویز ۴۶٫۷ کیلومتر مربع مساحت دارد ۲۰۷ متر بالاتر از سطح دریا واقع شده‌است.